# Philadelphia (Tennessee)
Pour les articles homonymes, voir Philadelphie (homonymie).
Philadelphia est une municipalité américaine située dans le comté de Loudon au Tennessee.
Selon le recensement de 2010, Philadelphia compte 656 habitants. La municipalité s'étend sur 1,60 mille carré (4,14 km2).
La localité est fondée en 1822 par deux quakers, William Knox et Jacob Pearson, qui la nomme en l'honneur de Philadelphie. Elle devient une municipalité en 1968.